# Akiba Masaru
Masaru Akiba (sinh ngày 19 tháng 2 năm 1984) là một cầu thủ bóng đá người Nhật Bản.

## Sự nghiệp câu lạc bộ
Masaru Akiba đã từng chơi cho Montedio Yamagata, Zweigen Kanazawa và FC Gifu.